# Carretera Estatal de Indiana 3

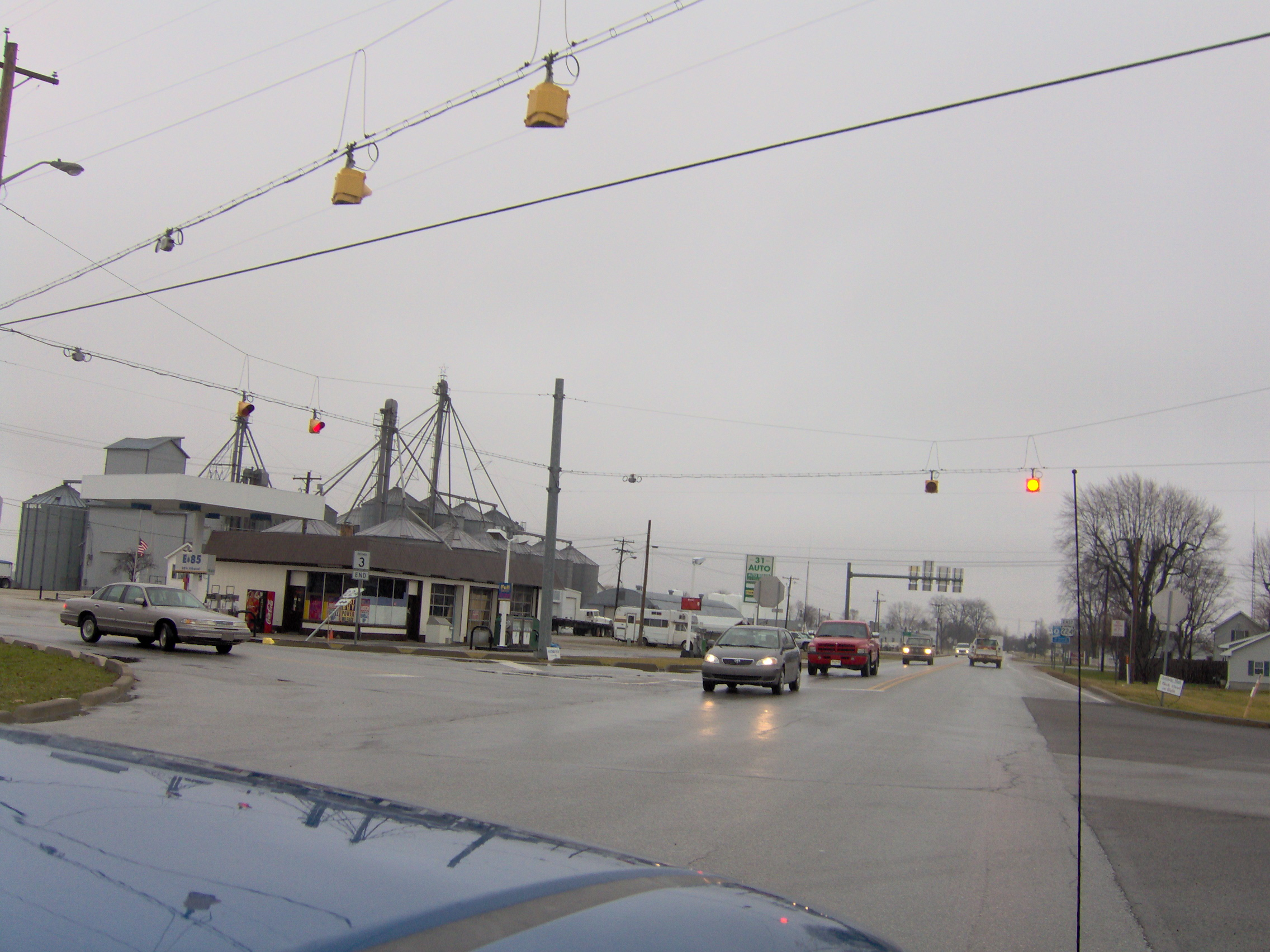
Vista del extremo norte, en la sección sur de la Ruta Estatal 3 en Markle

La Ruta Estatal 3 en el estado estadounidense de Indiana. La Ruta Estatal de Indiana 3 es una carretera discontinua que atraviesa el centro de Indiana cerca de la línea estatal con Míchigan cerca del Río Ohio. El extremo sur se encuentra ubicado en la Ruta Estatal 62 en Charlestown, y el extremo norte se encuentra ubicado en la Ruta Estatal 120 cerca de Brighton.
La ruta dejó de ser continua en 1972, cuando la ruta fue dividida en dos segmentos.